# Мазда МX-3
Мазда МX-3 је компактни купе са четворо седишта под марком Мазда, представљен на Женевском сајму аутомобила марта 1991. и обележен са годинама производње од 1992. до 1998.
МХ-3 је такође продаван као Мазда МХ-3 Прецидиа у Канади и као Еунос Прессо, Аутозам АЗ-3 и Мазда АЗ-3 у Јапану. У Аустралији је био продаван као Еунос 30X до краја 1996. године када је постао Мазда-Еунос 30X.

## Историја
Платформа МХ-3 се зове платформа ЕЦ, и много тога дели са БГ платформом савремене Фамилиа / 323 / Протеге. Прва година модела доступна на већини тржишта, укључујући и Северну Америку, где је понуђена за продају у септембру 1991. године, била је 1992. године. Првобитно доступна са 1.6-литарским четвороцилиндричним или двоструким В6 моделом, на располагању се појавило још неколико мотора како се наставио развој. У лето 1991. Аутозам АЗ-3 је додат на линију јапанског тржишта. Био је познат под два имена: "Аутозам" који је био намењен Маздиној млађој марки, тако да је комбиновао нешто нижу цену са спортским (али мањим) двоструким четвороцилиндром од 1,5 литара, а такође је продат као Еунос Прессо, пратилац, приступачан спортски аутомобил поред Еунос Роадстер-а. Ово мала корекција В6 је понуђена да се придржава јапанских владиних прописа у погледу спољашњих димензија и расипања мотора. Јапански купци били су одговорни за годишње порезе за возила која премашују прописе и моторе великих кубикажа, што би утицало на продају. Јапански купци који су вољни да плате порез за већа возила сада су добили избор серије ФЦ Мазда РКС-7 и серије ЈЦ Мазда Цосмо. У јануару 1994. године, ДОХЦ верзија познатог Б6 мотора, Б6Д, заменила је претходну верзију. Ово је обезбедило корисно повећање снаге, али је заправо учинило значајно скупљу В6 верзију мање пожељном. Продаја В6 на тржишту Сједињених Америчких Држава завршила се након модела из 1994. године, али су наставили у Канади, Јапану и на многим другим извозним тржиштима. К8-ДЕ, у северноамеричким спецификацијама, на јапанском и другим тржиштима добија мотор назван К8-ЗЕ. Поред опреме за емисију штетних гасова и варијабилних захтева због небројених метода оцењивања, разлике су занемарљиве.

## Перформанце
В6 МХ-3 има фабрику која тврди да има највећу брзину од 202 km/h (126 mph) у Европи. Специјални амерички МХ-3 ГС може убрзати од 0—97 km/h (0—60 mph) за 8,4 секунде и може путовати четвртину километра за 16,4 секунде. Са брзином окретања од 0,89 г (8,7 м / с²), његове могућности руковања биле су међу најбољима у својој класи.
В6 мотор је припадао серији Мазда К, која је коришћена у низу Мазда возила. Ови мотори користе ВЕЛИМ, како би се обезбедио оптималан обртни момент помоћу резонанце усисавања. Мазда је назвала њихов систем на МХ-3 "Систем променљиве резонантне индукције" (ВРИС). Овај мотор је имао црвену линију 7000 обртаја у минути, а резервоар горива 7.800 рпм.
За задњу амортизацију МХ-3, Мазда је користила своју власничку Твин-Трапезоидал Линк (ТТЛ) технологију, пружајући користи повезане са активним управљачким системима на четири точка док је лакша и мање механички компликована. Твин-Трапезоидал Линк технологија је коришћена на низу других Мазда возила пре и након МХ-3.

## Специјалне едиције
Мазда Канада је 1993. године понудио ограничен модел специјалног издања своје Мазде МХ-3 ГС за прославу 25. годишње компаније у Канади. Истовремено, Мазда САД је понудила сличан модел у специјалном издању. Само је наводно направљено укупно 2.000. Специјално издање МХ-3 поседује В6 мотор, унутрашњост кожу (укључујући седишта, управљач и ручицу мењача), грејана седишта (само у Канади) и прилагођени Енкеи произведени 15-инчни алуминијумски точкови. Већина модела специјалног издања појавила су се у боји "металик малина". Међутим, било је и "ватрене" црвене, "сјајне" црне и "лагуна" плаве боје. Мазда Еуропе је 1993. године произвела 100 Мазда МХ-3 В6 СЕ. Ови су имали унутрашњост од коже и сашивеног материјала, а сви су имали чисту белу боју каросерије. Такође је постојао ограничен број Мазда МХ-3 В6 Екуипес, са "сјајним зеленим металик" или "племенитим" зеленим екстеријером.

## Модификације
МХ-3 постаје редак аутомобил, тако да је тешко наћи модификације за њега, осим ако неко не зна где да погледа, пошто није продат у Северној Америци од 1997. године. Пошто МХ-3 има две категорије мотора, И4 и В6, многе модификације перформанси мотора зависе од тога која платформа је инсталирана. Сада постоји доста спектра модификација тела за МХС-3 заједно са перформансама и суспензијом. Најизразитије измене морају бити потпуно направлјене због ограничене доступности.

### РС
МХ-3 РС са четвороцилиндричним мотором може се надоградити на 98 kW (131 КС), Б6-Т 110 kW (150 КС), БП-Т 133 kW (178 КС) и БПД-Т 154 kW (207 КС). Замена четвороцилиндричних мотора РС је нешто компликованија од В6 ГС-а углавном због ЕЦУ-а, жичаних каблова и МАФ комбинација као и монтажа мотора. В6 замене захтевају специфичне комбинације ЕЦУ, улазног манифолда и ВАФ сензора, али има много мање варијабли са којима се могу бавити. Многа побољшања могу се направити након замене мотора и током процеса подешавања мотора да би се пронашла најбоља комбинација надоградња мотора.

### ГС
Најчешћа замена мотора за власнике МХ-3 ГС са В6 мотором је 2.5 Л В6, или КЛ-ДЕ 125 kW (168 КС), који се најчешће налази у Форд Пробе ГТ-у од 1993. до 1997. године 1993-1997 Мазда МХС-6 ЛС или 1993-2002 Мазда 626 ЛКС или ЕС и јапански спец КЛ-ЗЕ 200 кс (149 kW), пронађени у возилима као што су Ефини МС-8, Кседос 9 и Еунос 800. Такође је доступан 2.0 Л В6 КФ-ЗЕ, али ова замена је прилично тешка због недоступности потребних компоненти. Из тог разлога, ова одређена замена мотора се не покушава често. ГС, осим мотора, има двоструки издувни конус, већи коефицијент управљања, четири диск кочнице и предњи и задњи спојлер.